# Александар Кучер
Александар Миколаович Кучер (укр. Олександр Миколайович Кучер; Кијев 22. октобар 1982) је бивши украјински фудбалер и репрезентативац, а садашњи фудбалски тренер.